# Of Queues and Cures
Of Queues and Cures is het tweede album van de Britse progressieve-rockband National Health. Het verscheen in 1978, binnen een jaar van haar voorganger.

## Inleiding
Na de uitgave van hun debuutalbum kon National Health een aantal optredens verzorgen, al dan niet in het voorprogramma van Steve Hillage. Maar opnieuw bleek de band de diverse musici niet vast te kunnen houden. Bassist Neil Murray was vertrokken en opgevolgd door John Greaves uit Henry Cow, die Georgie Born en Peter Blegvad uit die band meenam. Opnamen vonden plaats door middel van de mobiele geluidsstudio The Mobile Mobile die stond opgesteld bij Ridge Farm. Delen van de muziek waren nog niet gerepeteerd, terwijl andere stukken al wel “vastlagen”. In de nasleep van het album zou National Health een uitgebreide tournee houden in Engeland en de Verenigde Staten, maar organisatorische problemen zorgden ervoor dat Stewart het voor gezien hield; de Amerikaanse concerten gingen niet door. Stewart werd vervangen door oudlid Alan Gowen.
Bij terugblik op het album werd het wel gezien als het laatste voorbeeld van een album binnen de stijl Canterbury scene. Met name het gebruik van de combinatie fuzz (distortion) en orgel droeg daaraan bij; het was eerder gebruikt door Caravan en Soft Machine.
Opnieuw liet de Nederlandse pers het album links liggen. Het album kreeg een aantal heruitgaven, in 1989 voor de Amerikaanse markt getiteld Complete. Deze heruitgave ging gepaard met de andere albums en enkele liveopnamen. In 2009 was dat verzamelalbum al enige tijd niet meer verkrijgbaar. In 2009 gaf Esoteric Recordings een heruitgave uit, zonder aanvullingen.

## Musici

### National Health
- Phil Miller: gitaar
- Dave Stewart: orgel, (elektrische) piano
- John Greaves: basgitaar, zang
- Pip Pyle: drums

### Gastmusici
- Georgie Born: cello (werd na de uitgifte vast lid)
- Paul Nieman: trombone
- Jimmy Hastings: dwarsfluit, klarinet
- Phil Minton: trompet
- Selwyn Baptiste: steeldrum
- Keith Thompson: hobo
- Peter Blegvad: zang
- Rick Biddulph: basgitaar

## Muziek
| Nr. | Titel                                                      | Duur  |
| --- | ---------------------------------------------------------- | ----- |
| 1.  | The Bryden 2-Step (For Amphibians) (Part 1) (Dave Stewart) | 8:52  |
| 2.  | The Collapso (Dave Stewart)                                | 6:16  |
| 3.  | Squarer for Maud (John Greaves)                            | 11:30 |
| 4.  | Dreams Wide Awake (Phil Miller)                            | 8:48  |
| 5.  | Binoculars (Pip Pyle)                                      | 11:43 |
| 6.  | Phlakaton (Pip Pyle)                                       | 0:08  |
| 7.  | The Bryden 2-Step (For Amphibians) (Part 2)                | 5:31  |
| 8.  | Naamloos (Dave Stewart)                                    |       |

Stewart nam na zijn vertrek delen mee naar zijn samenwerking met Bill Brufords Gradually Going Tornado. Squarer for Maud gaat volgens Stewart over een computerprogramma dat de numinositeit meet. The Collapso wordt omschreven als een Caribische kakofonie, waarvan Selwyn Baptiste (steel drums, geboren in Trinidad & Tobago) zou hebben gezegd: "Not bad for a white band".